# Biblia Hebraica Quinta
Biblia Hebraica Quinta s kratico BHQ ali BH5 (pomeni Peta hebrejska biblija) je popravljena verzija t. i. Stuttgartske hebrejske biblije (Biblia Hebraica Stuttgartensia). Izdaja še poteka. Knjige Stare zaveze objavi Nemško biblijsko društvo (Deutsche Bibelgesellschaft) v Stuttgartu.
Besedilo Stuttgartske biblije popravljajo s pomočjo Leningrajskega kodeksa, ki so ga imeli za najstarejšo ohranjeno hebrejsko biblijo, dokler je Jacqui Safra odkril starejši rokopis, t. i. Sassonov kodeks.
Pri delu sodeluje mednarodna ekipa teologov, biblicistov in hebraistov iz 14 različnih držav sveta (Izrael, Švica, Nemčija, Irska, Španija, Italija, Poljska, ZDA, Nizozemska, Belgija, Velika Britanija, Francija, Norveška), ki so katoliške, protestantske in judovske vere, to pomeni, da je to ekumenski projekt.
Program se bo končal verjetno do leta 2032. Doslej se je objavilo 8 zvezkov med 2004 in 2021. V enem zvezku lahko zasledimo več starozaveznih knjig (npr. Ezra in Nehemija, ali Mali preroki). Ker so napisali mnogo opomb in analiz, zato je smiselno objaviti knjige Stare zaveze v obliki več samostojnih zvezkov.